# Derelys Perdue
Derelys Perdue, pseudonimo di Geraldine Perdue (Kansas City, 22 marzo 1902 – Los Angeles, 30 settembre 1989), è stata un'attrice e ballerina statunitense.

## Biografia
Iniziò la sua carriera artistica come ballerina acquisendo notorietà nella rappresentazione della rivista teatrale Attila and the Huns, con Ramón Novarro nella parte di Attila. Con Novarro recitò anche nel 1921 piccole parti nei film A Small Town Idol e Man-Woman-Marriage.
Nel 1923 fu protagonista in una serie di film – The Bishop of the Ozarks, Daytime Wives e Blow Your Own Horn – e fu scelta tra le promesse delle WAMPAS Baby Stars, ma la sua carriera declinò rapidamente. Dal 1928 al 1929 dovette limitarsi a interpretare i cortometraggi della serie Newlyweds (i neo-sposi), al fianco di Jack Egan, e il western The Smiling Terror col quale concluse la sua esperienza cinematografica.
Le cronache mondane della Hollywood degli anni Venti riportarono spesso il suo nome. Aveva sposato molto giovane il milionario Louis Feldman, da cui divorziò nel 1926. Derelys Perdue morì a Los Angeles nel 1989 a 87 anni di età.

## Riconoscimenti
- WAMPAS Baby Star nel 1923

## Filmografia
- A Small Town Idol (1921)
- Un'avventura pericolosa (1922)
- The Bishop of the Ozarks (1923)
- Daytime Wives (1923)
- Blow Your Own Horn (1923)
- Untamed Youth (1924)
- The Last Man on Earth (1924)
- Paint and Powder (1925)
- Where the Worst Begins (1925)
- The Gingham Girl (1927)
- Quick Triggers, regia di Ray Taylor  (1928)
- The Mystery Rider (1928)
- The Smiling Terror (1929)